# Pierre-Michel Lasogga
Pierre-Michel Lasogga (Gladbeck, 15 de dezembro de 1991) é um futebolista profissional alemão que atua como atacante.

## Carreira
Pierre-Michel Lasogga começou a carreira no Bayer Leverkusen.